# Brána

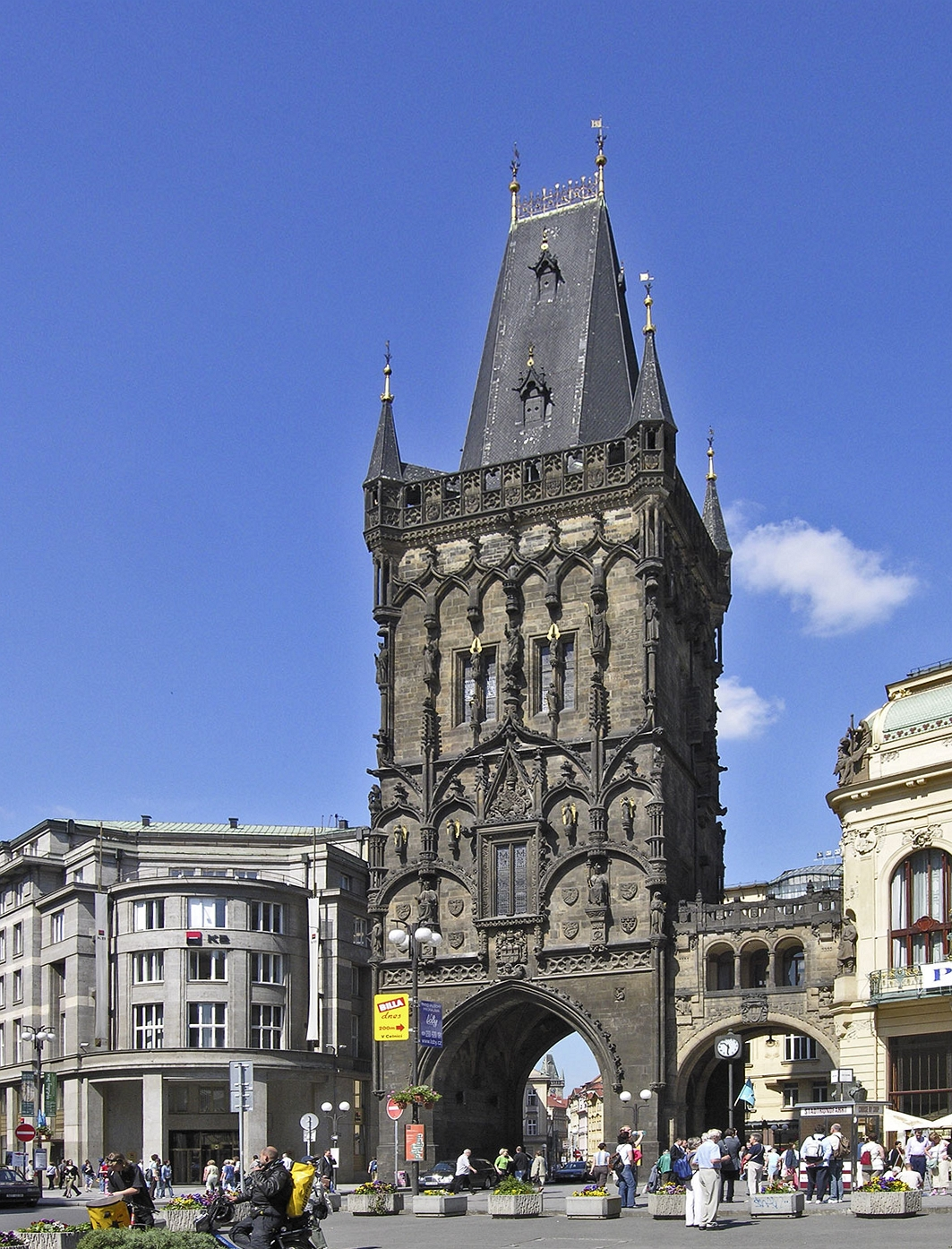
Prašná brána v Praze

Brána je stavební prvek umožňující průchod obrannou linií do nitra opevněného celku. Má zpravidla bezpečnostní charakter – používá se k řízení toho, kdo může vstoupit do oploceného či obezděného prostoru nebo jej opustit. Právě proto, že brána je hlavním komunikačním prvkem oddělujícím nebezpečný a divoký svět „vně“ a relativně bezpečný a civilizovaný svět „uvnitř“, nabývá také význam symbolický a reprezentativní. Branami byla opatřována většina druhů středověkých a raně novověkých opevnění, nacházely se tedy u hradů, měst, klášterů, paláců atd.
V přeneseném smyslu se jako brána označuje průchod přes nějaké území nebo cokoli, co bránu připomíná, např. Moravská brána nebo Porta Bohemica (Česká brána) jsou názvy specifických geomorfologických útvarů, Pravčická brána je název skalního oblouku apod.

## Související pojmy
Každý objekt vybavený hradbami měl zpravidla jednu hlavní bránu a několik vedlejších bran s různými funkcemi. Brána menších rozměrů nebo nižší funkce se označuje jako branka nebo fortna. Jako fortna se ovšem někdy označuje celý vedlejší průchod opevněním i s obranným systémem, v tomto pojetí je tedy branka jen jednou z částí fortny. Fortna se často nazývá vstup do paláce nebo kláštera.

## Historie bran
Nejstarší brány k umožnění přístupu do opevněných lidských sídel se objevují už od hlubokého starověku na Předním východě a ve Středomoří. K opravdovému rozvoji opevňovacích systémů v českých zemích dochází v souvislosti s rozvojem měst ve 13. století, zejména po vpádu Mongolů do Evropy v roce 1241. Další vývoj bran poznamenal rozvoj palných zbraní v 15. století, který zapříčinil výrazné zdokonalení městských opevnění. 
Dalším předělem v dějinách opevnění měst v českých zemích byl rok 1547, kdy Ferdinand Habsburský po potlačení stavovské vzpoury uvalil na královská města těžké pokuty a konfiskace. Města přišla o značnou část svých financí a musela začít šetřit, což se podepsalo na zastavení výstavby nových prvků městských opevnění.
V poslední čtvrtině 16. století pak města stavěla spíše reprezentační vstupy než brány s obrannou funkcí. To se pak plně projevilo za třicetileté války, kdy byla úroveň hradeb a bran českých měst velmi nízká. Výstavba opevnění včetně bran poté již přesahovala finanční možnosti měst a nové brány pak vznikaly pouze v zemských a státních pevnostech. Samostatnou kapitolu představují tereziánské a josefinské pevnosti, kdy kromě opevnění Olomouce a Hradce Králové vznikají nová pevnostní města Terezín a Ples (Josefov). Už v průběhu 18. století začíná naprostá většina městských obranných systémů postrádat svůj smysl a hradby i brány se postupně odstraňují, aby umožnily rozšíření měst. Nejvíce bran zaniklo v 2. pětině 19. století. Za první republiky se postupně přistupuje k ochraně bran jako historických památek, přesto se jich do dnešních dnů dochovalo poměrně málo.

## Funkce brány

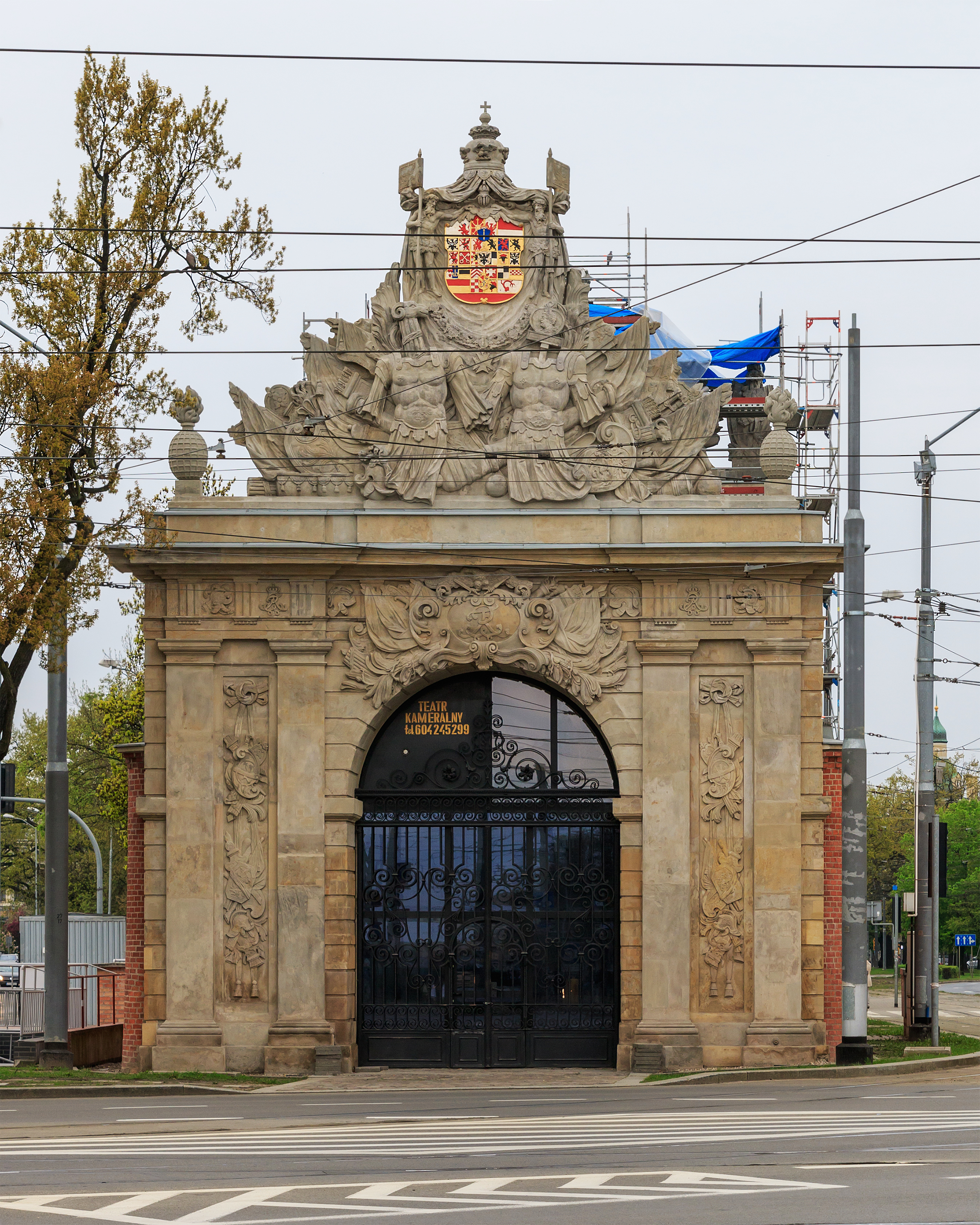
Brama Portowa, Štětín, Polsko

### Obranná funkce
V obraně města byly vstupy vždy nejohroženějším místem, proto se už od starověku budovaly důmyslné systémy na jejich ochranu. Postupně se zdokonalovaly – původní prostá vrata v palisádě nebo hradbě byla později vybavena ochozem, věží, příkopem s padacím mostem atd. V době největší nouze, například za třicetileté války, se městské brány pro jistotu zazdívaly. Nejsložitější systémy se stavěly v raném novověku, kdy docházelo ke změně systému obrany země – hradby už nesloužily pouze k obraně města, nýbrž vybraná města se stávala sídlem ozbrojených jednotek, a byla proto mohutně opevněna proti dobytí. Brány takových měst bývají komplexní zařízení vybavená barbakánem (předsunutou obranou umožňující krýt hlavní bránu) a systémem několika za sebou jdoucích bran.

### Strážní funkce
Hlavní brány měst a hradů byly často spojeny s věží, na níž stála hlídka, která varovala obyvatele před požárem nebo útokem nepřátel. K tomuto účelu byla strážní věž mnohdy vybavena zvonem, kterým se šturmovalo (bilo na poplach). Brána pak často bývala sídlem městské stráže nebo zbrojnicí. Tyto místnosti se v pozdějších staletích, kdy už nebyly využívány, často stávaly sídlem řemeslnických dílen, protože řemeslník sídlící na okraji města nerušil obyvatele hlukem a snižovalo se tím rovněž nebezpečí požáru.

### Celní funkce
Brána jako vstup do města sloužila také jako místo, kde se vybíralo mýtné. Osoby, které se pokoušely vstoupit do města jinudy než branou, se proto ihned stávaly podezřelé a ještě v 16. století hrozil za neoprávněný vstup do města trest smrti. Problémy často nastávaly v případě, že se některá menší branka dostala do soukromých rukou – takový vlastník pak mohl do města vpouštět neproclené zboží. Města s takovými vlastníky vedla soudní spory, které někdy končily trestem zazdění branky.

### Reprezentativní funkce
Brány byly zpravidla prvním objektem, který cestující vstupující do opevněného sídla uviděl. Proto bývaly často budovány tak, aby zdůraznily bohatství a možnosti jejich zřizovatele. Brány tak bývaly bohatě zdobené (např. Staroměstská mostecká věž). Některé brány uvnitř obcí pak téměř zcela postrádají obrannou funkci a zůstává pouze jejich funkce oddělení vnitřní plochy, zdůraznění vstupu – např. brány do parku nebo na hřbitov. Ve středověku ve městech brána často oddělovala židovskou čtvrť.

### Brána jako symbol
Vzhledem k tomu, že brána demonstrovala bohatství města, stávala se také symbolem města samotného. Celá řada měst si proto bránu vkládala jako heraldickou figuru do svého znaku – ať už otevřenou nebo zavřenou. Občas se stávalo, že město obdrželo od panovníka právo zbudovat si hradby a bránu, ale během stavby mu došly peníze. Město pak sice mělo bránu, ale její smysl byl pouze symbolický, protože nemělo hradby. Někdy se dokonce brána dostala na znak města, i když nikdy nebyla reálně dokončena. Figuru brány užívaly dokonce i některé rody, například malíř Albrecht Dürer.

## Správa brány
Města zpravidla měla svého pověřeného strážce brány. Branný byl vybírán z řad důvěryhodných občanů, protože mu byly svěřeny klíče od města. Branný měl také pravomoc některé cestující branou nevpustit, například žebráky, potulné hudebníky, nevěstky a další. Často také vybíral v bráně mýto, i když později měla města na tento post speciální osoby. Brány se většinou na noc zamykaly a branný odevzdával klíč rychtářovi.

## Speciální typy bran
- Vodní branka – sloužila jako přístup k vodě. Ve většině opevněných objektů byl zdroj vody uvnitř a vodní branka se používala jen v období sucha. Pokud byl vody dostatek, bývala vodní branka zamčená, nebo dokonce zazděná.
- Katovská branka – kat (a jiné osoby považované za nečisté, např. pohodný) míval v některých obcích svou speciální branku, protože ostatní obyvatelé odmítali vstupovat do města stejným vchodem.

## Některé české brány

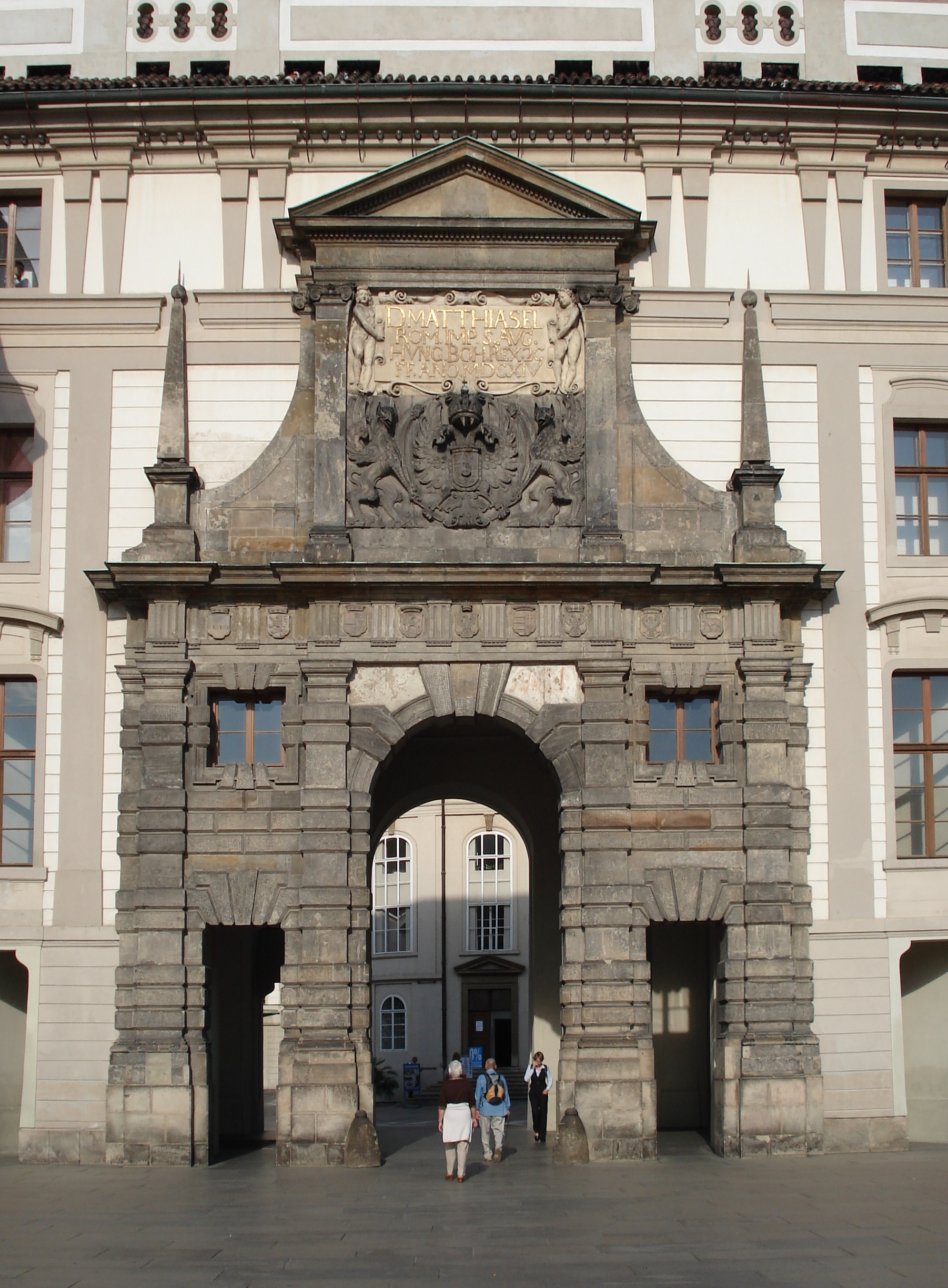
Matyášova brána Pražského hradu
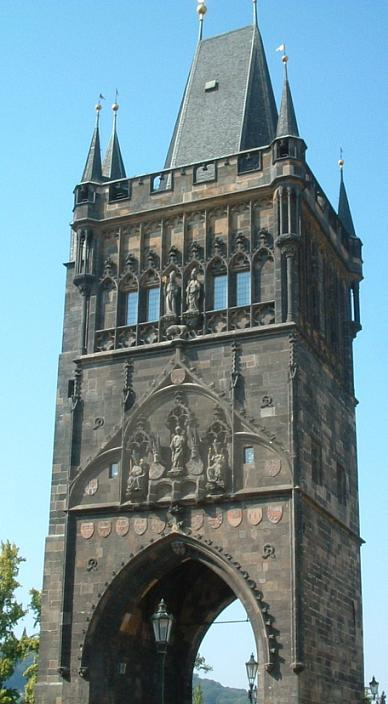
Staroměstská mostecká věž na Karlově mostě
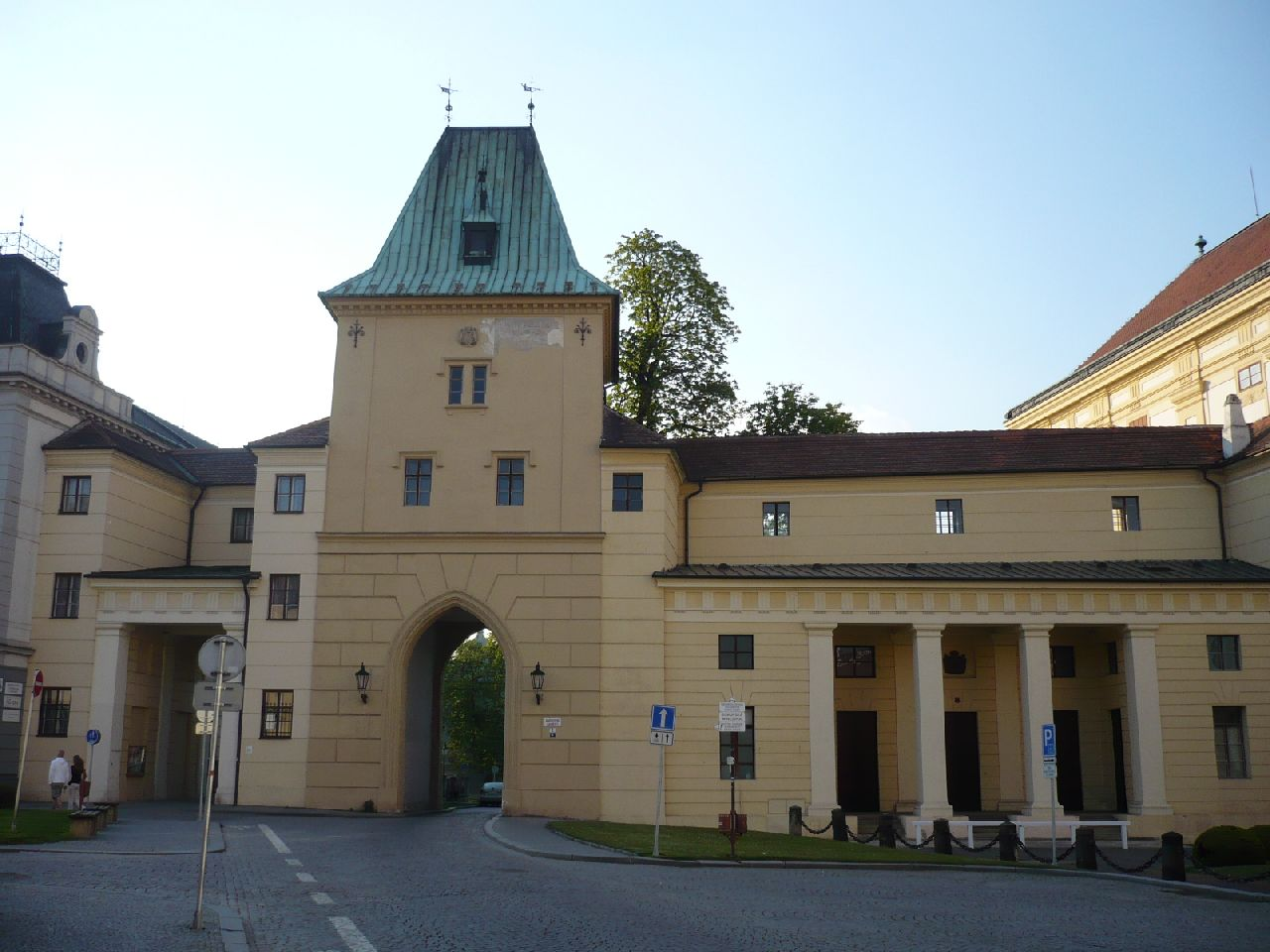
Mlýnská brána v Kroměříži
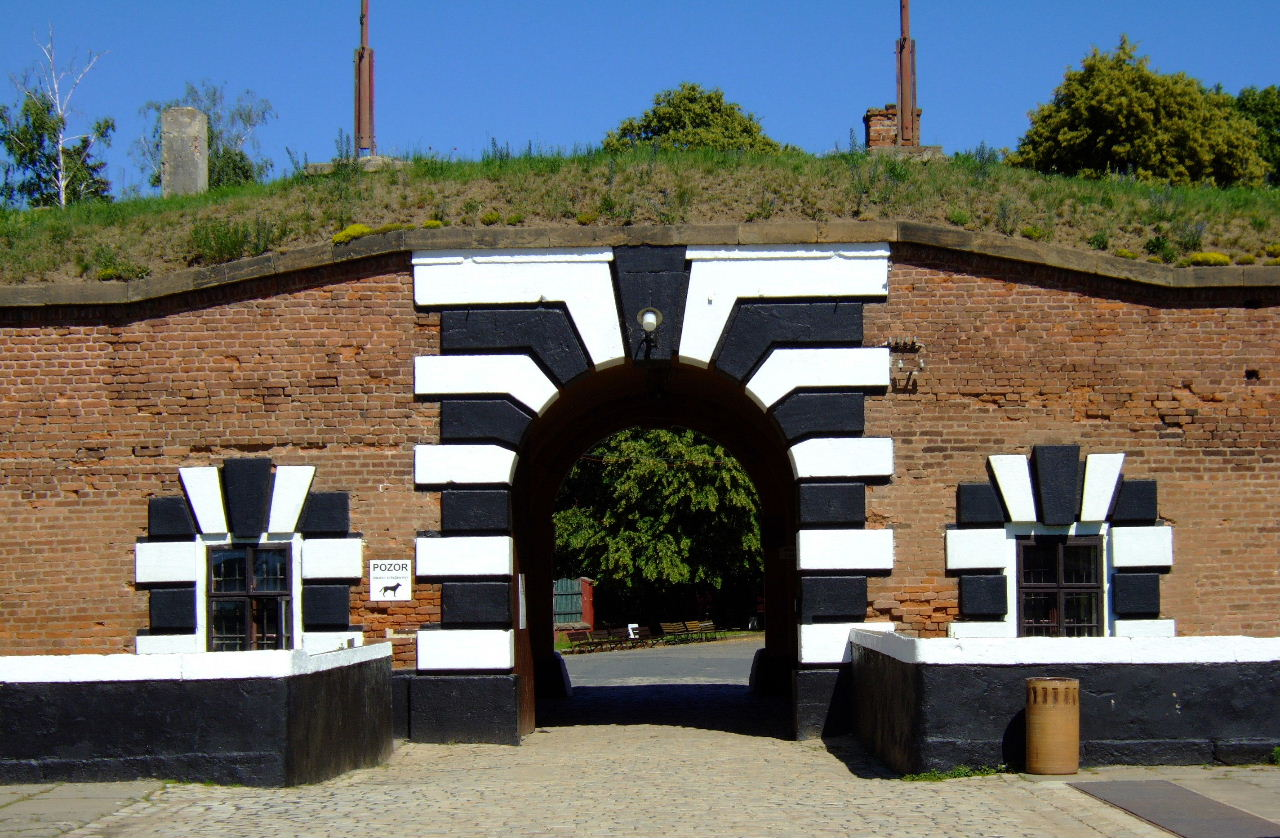
Brána Malé pevnosti v Terezíně
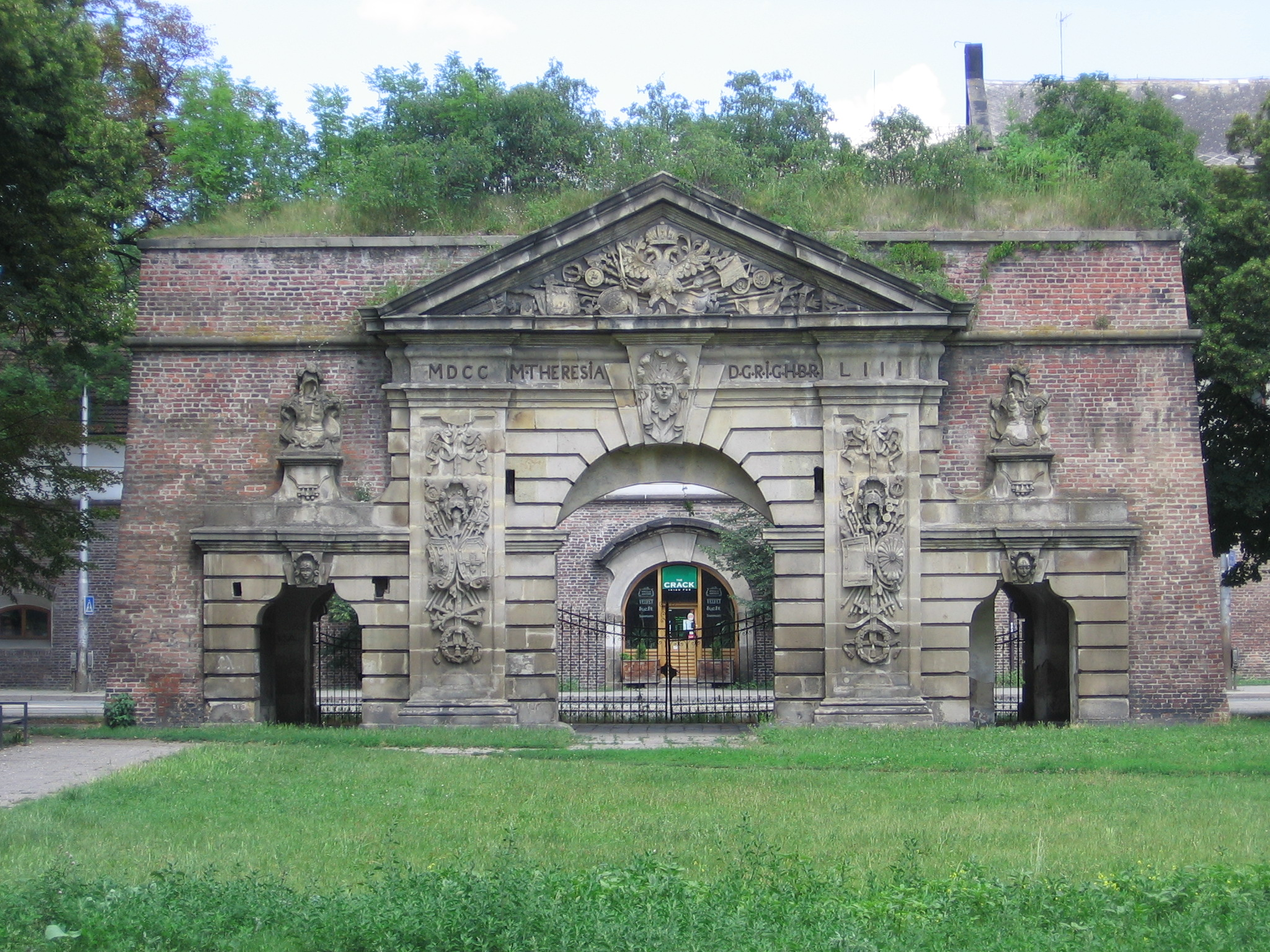
Terezská brána v Olomouci
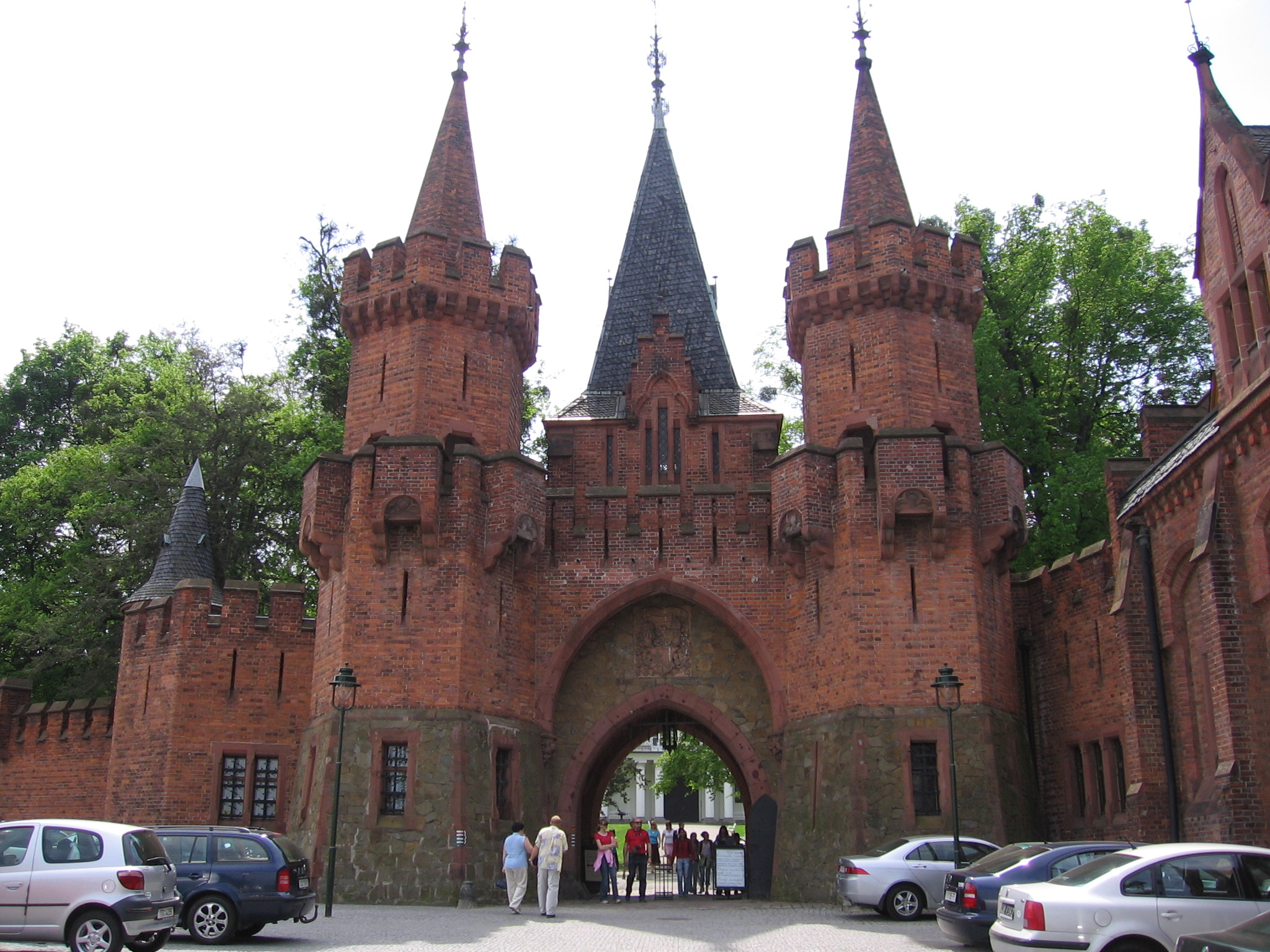
Brána v Hradci nad Moravicí

## Brána ve znacích některých českých měst

Praha
Jičín
Hostinné
Trutnov

## Seznam bran
Následující seznam uvádí neúplný výčet bran včetně zaniklých:
české stavby
- Pražské městské brány
  - dochované: Písecká brána, Prašná brána, Matyášova brána
  - zaniklé: Brána svatého Ambrože, Brána svatého Františka, Brána svatého Havla, Brána svatého Jana na zábradlí, Brána svatého Martina, Brána svatého Ondřeje, Brána svatého Štěpána, Brána svatého Valentina, Brána v Dlouhé, Horská brána, Koňská brána, Poříčská brána, Říšská brána, Slepá brána, Strahovská brána, Svatohavelská brána, Šárecká brána, Újezdská brána, Zderazská brána, Žitná brána
- Třeboňské brány
  - Budějovická brána, Hradecká brána, Novohradská brána, Svinenská brána
- Bechyňská brána – brána v Táboře
- Brána Matky Boží – brána v Jihlavě
- Brána zemědělského dvora (Butovice) – brána statku ve Studénce
- Dolní brána (Pelhřimov) – brána v Pelhřimově
- Františkova brána (Olomouc) – zaniklá brána v Olomouci
- Hradecká brána (Opava) – bývalá brána v Opavě
- Klínská brána – bývalá stavba na hranici s Německem
- Kněžská brána – brána v Žatci
- Litická brána – zaniklá brána v Plzni
- Lounská brána – zaniklá brána ve Slaném
- Měnínská brána – městská brána v Brně
- Mlýnská brána (Kroměříž) – brána v Kroměříži
- Ostravská brána – polyfunkční bytový dům v historickém centru Ostravy
- Plzeňská brána (Beroun) – brána v Berouně
- Putimská brána – zaniklá brána v Písku
- Pražská brána (Beroun) – brána v Berouně
- Pražská brána (Slaný) – brána ve Slaném
- Prunéřovská brána – zaniklá brána v Kadani
- Ratibořská brána – bývalá brána v Opavě
- Staroboleslavská brána – brána ve Staré Boleslavi
- Svatá brána (Kadaň) – stavba v Kadani
- Terezská brána – brána v Olomouci
- Valdická brána – brána v Jičíně
- Velvarská brána – brána ve Slaném
- Vodní brána (Kadaň) – zaniklá brána v Kadani
- Vodní brána (Mohelnice) – brána v Mohelnici
- Vysoká brána – brána v Rakovníku
- Západní brána – zřícenina brány v Úštěku
- Zelená brána – stavba v Pardubicích
- Zlatá brána (Pražský hrad) – arkádová předsíň jižního vstupu do chrámu svatého Víta na Pražském hradě

světové stavby
- Jeruzalémské brány – např. Damašská brána, Jaffská brána, Lví brána, Zlatá brána
- Bělehradská brána (Petrovaradín) – brána v Srbsku
- Braniborská brána – brána v Berlíně
- Braniborská brána (Postupim) – brána v Postupimi
- Brána Indie – brána v Bombaji (název se používá také pro bránu v Dillí (India Gate))
- Brána Nebeského klidu – brána v Pekingu
- Brána Správného světla – brána v Pekingu
- Brána svatého Antonína – brána v Tarragoně
- Floriánská brána – brána v Krakově
- Ištařina brána – bývalá babylónská brána
- Laurinská brána – zaniklá brána v Bratislavě
- Mandelbaumova brána – bývalý jediný průchod skrz Zelenou linii v Jeruzalémě
- Michalská brána – městská brána v Bratislavě
- Rybářská brána (Bratislava) – zaniklá brána v Bratislavě
- Vydrická brána – zaniklá brána v Bratislavě